# Benjamín Gargiulo
Benjamín Benedicto Gargiulo (Buenos Aires, 2 de diciembre de 1902 - Ib., 17 de junio de 1955) fue militar argentino, perteneciente a la Armada, vicealmirante de Infantería de Marina (IM). Fue el principal impulsor del bombardeo de la Plaza de Mayo junto a los contralmirantes Samuel Toranzo Calderón y Aníbal Olivieri. Tras el fracaso de la asonada, se suicidó en la sede del Ministerio de Marina.

## Biografía
El biografiado ingresó a la Escuela Naval el 2 de enero de 1920 y a fines de 1925 obtuvo el grado de guardiamarina. Fue un militar perteneciente a la Infantería de Marina de la Armada Argentina. Como tal, alcanzó el rango de Vicealmirante y el cargo de comandante general de la Infantería de Marina.
Conspiró junto al contraalmirante IM Samuel Toranzo Calderón y el ministro de Marina Aníbal Olivieri para realizar el Bombardeo de la Plaza de Mayo. El mismo fue lanzado el 16 de junio de 1955; la Aviación Naval bombardeó la Plaza de Mayo repleta de civiles y atacó la Casa de Gobierno y el Ministerio de Ejército. El presidente Perón sobrevivió al atentado, por lo que el golpe fracasó.
El gobierno capturó el Ministerio de Marina y rindió a los líderes del golpe. A éstos se les informó que por ley debían ser fusilados, ofreciéndoles un arma para quitarse la vida. A diferencia de Toranzo Calderón y Olivieri, el contraalmirante Gargiulo aceptó y se suicidó.
Gargiulo fue homenajeado en varias oportunidades durante las dictaduras militares, por ejemplo por el comandante de Operaciones Navales y vicepresidente de facto Isaac Rojas en 1955, por el presidente de facto Juan Carlos Onganía en 1968 y por Isaac Rojas en 1980, durante la última dictadura militar.